# Cornicephalus
Cornicephalus jilinensis es una especie de araña araneomorfa de la familia Linyphiidae. Es el único miembro del género monotípico Cornicephalus.

## Distribución
Es un endemismo de Jilin en China. 